# Mestolobes minuscula
Mestolobes minuscula là một loài bướm đêm thuộc họ Crambidae. Nó là loài đặc hữu của Kauai, Oahu, Molokai, Maui, Lanai và Hawaii.